# هموور
شهر همووردر ایالت نیدرزاکسن در کشور آلمان واقع شده‌است.